# Chilsu et Mansu
Pour plus de détails, voir Fiche technique et Distribution.
Chilsu et Mansu (칠수와 만수, Chilsuwa Mansu) est un film sud-coréen réalisé par Park Kwang-su, sorti en 1988. C'est l'adaptation de la nouvelle Liang Ge Youqijiang de Huang  Chunming.

## Fiche technique
- Titre original : 칠수와 만수, Chilsuwa Mansu
- Titre français : Chilsu et Mansu
- Réalisation : Park Kwang-su
- Scénario : Chi Sang-hak, Choi In-seok et Lee Sang-woo d'après la nouvelle de Huang  Chunming
- Photographie : You Young-gil
- Montage : Kim Hyeon
- Musique : Kim Soo-chul
- Production :
- Pays d'origine : Corée du Sud
- Format : Couleurs - 35 mm - 1,66:1 - Stéréo
- Genre : comédie dramatique
- Durée : 109 minutes
- Date de sortie : 1988

## Distribution
- Ahn Sung-kee : Mansu
- Bae Chong-ok : Jina
- Park Joong-Hoon : Chilsu

## Analyses
- « Cette comédie teintée de messages politiques et sociaux résonne comme un cri de la nouvelle génération, une volonté de régler des comptes avec la Corée des années 80. Ce n’est pas un hasard si ce film est devenu culte et qu’il est souvent cité comme emblématique de la nouvelle vague coréenne[1] ».